# Mont-Dauphin
Mont-Dauphin (okzitanisch Montdaufin) ist eine französische Gemeinde  mit 169 Einwohnern (Stand 1. Januar 2022) im Département Hautes-Alpes in der Region Provence-Alpes-Côte d’Azur. Sie ist vollumfänglich von der Gemeindegemarkung von Eygliers umgeben. Weiterhin wird die Festung in dieser Kommune Mont-Dauphin genannt.
Berühmteste Tochter der Gemeinde war Louise Desgarcins (1769–1797), die Schauspielerin an der Comédie-Française war.

## Bevölkerungsentwicklung
| Jahr                       | 1962 | 1968 | 1975 | 1982 | 1990 | 1999 | 2007 | 2016 |
| Einwohner                  | 142  | 59   | 67   | 83   | 73   | 87   | 136  | 154  |
| Quellen: Cassini und INSEE |      |      |      |      |      |      |      |      |

## Festung
Die Festung und auch gleichzeitig das Dorf Mont-Dauphin wurden 1693 vom französischen Festungsbaumeister Sébastien Le Prestre de Vauban errichtet. Sie diente der Verteidigung der französischen Südostgrenze, indem die Täler der Durance und des Guil abgeriegelt werden konnten. Der Name stammt von Louis de Bourbon, dauphin de Viennois, dem Sohn des Königs Ludwig XIV. Die Anlage wurde auf einem Felsplateau errichtet, das nur von einer Seite einfach zugänglich ist. Bemerkenswert ist die unfertige Kirche, die im 19. Jahrhundert weiter rückgebaut wurde, der Rest der Anlage ist aber in einem guten Zustand.